# 모용영
모용 영(慕容 永, ? ~ 394년, 재위：386년 ~ 394년)은 중국 오호십육국시대 서연(西燕)의 마지막 군주이다. 시호는 없다.

## 생애
모용영은 모용섭귀의 아들인 모용운(慕容運)의 손자이다. 370년에 전연이 전진(前秦)에 의해 멸망당한 뒤, 전진의 부견(苻堅)은 선비족 모용부를 대대적으로 관중(關中)으로 이주시켰는데, 모용충도 이때 관중으로 이주하였다.
384년에 서연이 건국되자 모용영은 상서(尙書)에 임명되었다. 386년 2월에 단수(段隨)가 연왕(燕王)이 되었는데, 3월에 이르러 좌복야 모용 항(慕容 恒)과 함께 단수를 습격하여 살해하고 모용의(慕容顗)를 연왕으로 옹립하였다. 그리고 선비족 40여 만 명을 이끌고 고향으로 돌아가기 위해 출발하였는데, 얼마 지나지 않아 임진(臨晉)에서 모용의가 모용항의 동생 모용 도(慕容 韜)에게 살해되었다.
모용항은 모용도를 버리고 독자적으로 모용요(慕容瑤)를 옹립하였는데 모용영은 모용요를 따르지 않고 모용도를 공격하여 패주시켰다. 곧이어 모용요는 민심을 잃어 선비족들은 모용영에게 귀의하였고 모용영은 모용요를 사로잡아 죽이고 모용충(慕容忠)을 황제로 옹립하였다.
모용충은 모용영을 태위로 삼고 하동공(河東公)에 책봉하였다. 권력을 잡은 모용영은 동요하는 선비족들을 안정시켜 동쪽으로 이주를 계속하였다. 문희(聞喜)에 이르렀을 때 모용영은 모용수(慕容垂)가 후연(後燕)을 건국하고 황제를 칭한 소식을 들었다. 이에 동쪽으로 돌아가는 것을 멈추고 연희성(燕熙城)을 쌓고 머물렀다. 6월에는 서연의 장수 조운(刁雲) 등이 모용충을 살해하니 모용영이 뒤를 이었다.
모용영은 대도독·대장군·대선우·진옹량량사주목·하동왕(大都督、大將軍、大單于、雍秦梁涼四州牧、河東王)을 자칭하고 후연의 모용수에게 사신을 보내 복속을 표명하였다. 10월, 모용영은 전진의 부비(苻丕)에게 사신을 보내 동쪽으로 갈 수 있게 길을 빌려줄 것을 청하였는데, 거절당하였다. 이로 인해 모용영은 양릉(襄陵)에서 부비를 격파하고 병주(幷州) 일대를 장악하였다. 모용영은 장자(長子)에 수도를 두고 황제에 즉위하였으며 중흥(中興)이라 개원하였다.
모용영은 동진(東晉)이나 후진(後秦) 등과 대립하고 후연이나 적위(翟魏)와 우호관계를 맺었다. 적위가 392년에 후연에게 멸망하자 적위의 황제 적교(翟釗)가 서연으로 망명하였다. 모용영은 적교를 받아들였는데 1년 뒤 적교가 모반을 꾀하였기 때문에 처형되었다.
393년 12월, 모용수가 서연을 공격하자 모용영은 5만의 병력을 동원하여 이에 맞섰다. 수개월 동안 대치가 계속되었는데 모용영은 모용수가 속임수로 남쪽의 태행(太行)으로 쳐들어 올 것이라고 추측하여 태행 쪽으로 병력을 이동하였다.
394년 4월, 모용수는 모용영이 없는 틈을 타 치중이 있던 대벽(臺壁)으로 쳐들어왔으며 뒤늦게 돌아온 모용영은 매복에 당해 크게 패배하였고 장자에서 농성하던 모용영은 8월에 이르러 내부 반란으로 성이 함락되었고 모용수에게 처형되었다.

## 참고 문헌
- 《진서(晉書)》
- 《자치통감(資治通鑑)》

| 전 대 모용충(慕容忠) | 제7대 서연 황제 386년 ~ 394년 | 후 대 - |